# Jízdní kolo

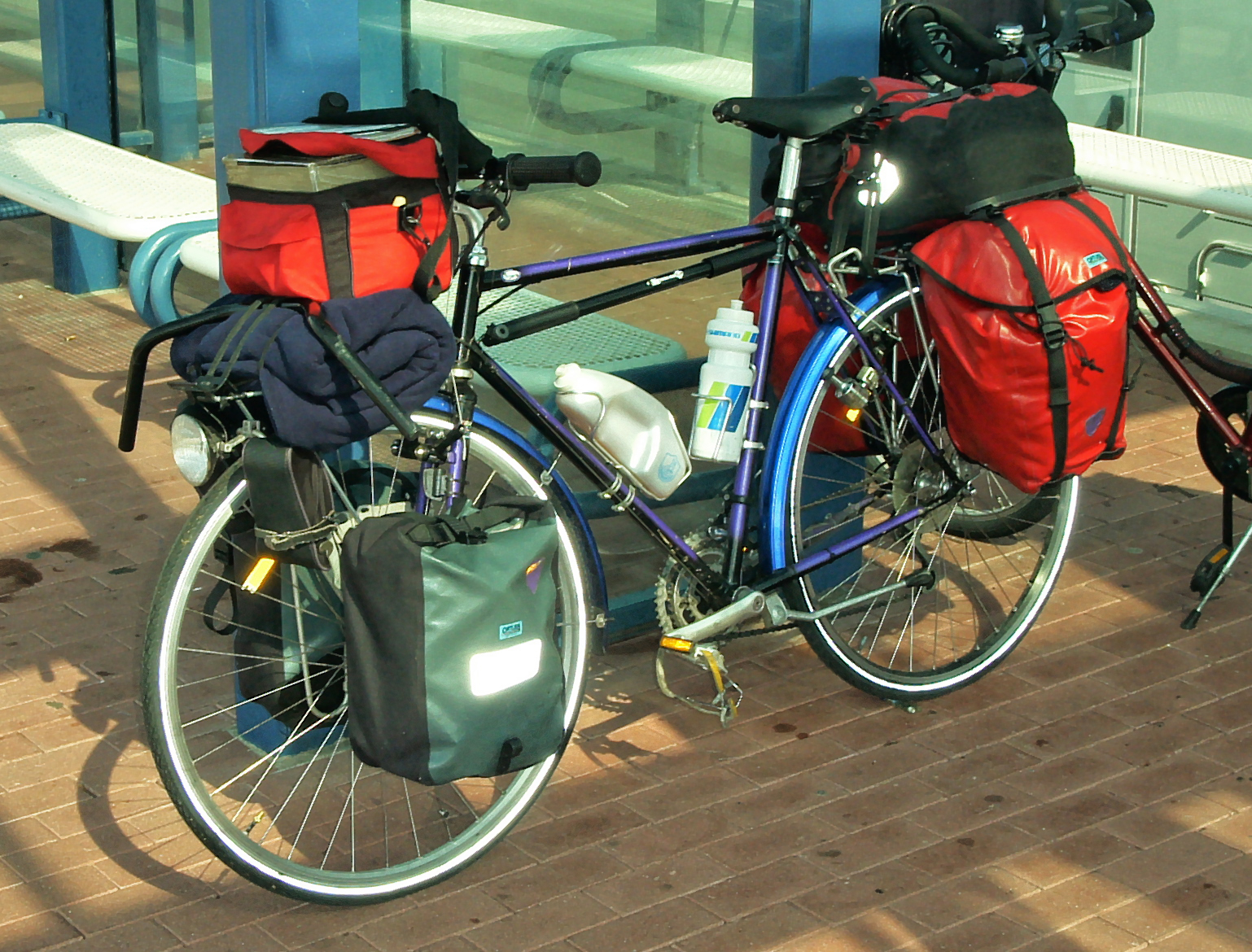
Kolo vybavené na cykloturistiku

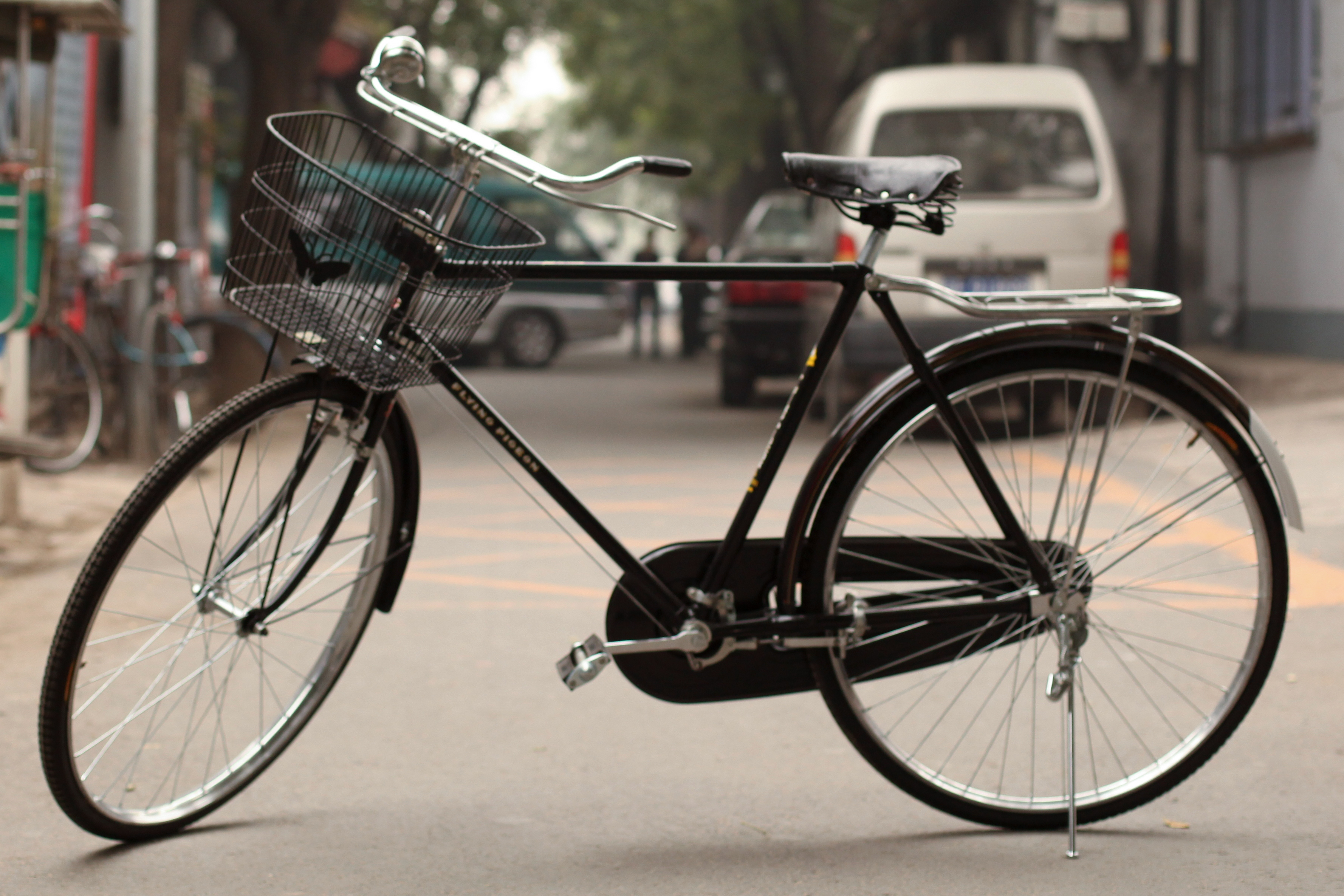
Populární městské kolo vyráběné v Číně jezdící v počtu asi 500 mil. kusů po celém světě

Jízdní kolo (starším označením velocipéd, krátce jen kolo) je vozidlo poháněné silou lidských svalů, případně s dopomocí motoru (např. elektrokolo). Nejběžnější formou je bicykl, jednostopé vozidlo s jedním kolem vpředu a jedním vzadu, mezi jízdní kola se však řadí i tricykl (tříkolka) a quadracykl (čtyřkolka) a z hlediska aktuální české legislativy i koloběžky. Krytá vícestopá vozidla se označují i slovem velomobil (česky šlapohyb). Lidská energie převedená končetinami, zpravidla dolními, na šlapadla kola je přes převody a řetěz převedena na rotaci kola, zpravidla zadního, které pak vykonává pohyb po zemi. V mnoha regionech představuje hlavní dopravní prostředek, jinde zase slouží k rekreačním jízdám, sportu či jako posilovací stroj ve fitness. Od roku 1992 do roku 2002 byla na světě vyrobena více než miliarda jízdních kol a jejich produkce stále stoupá.

## Historie

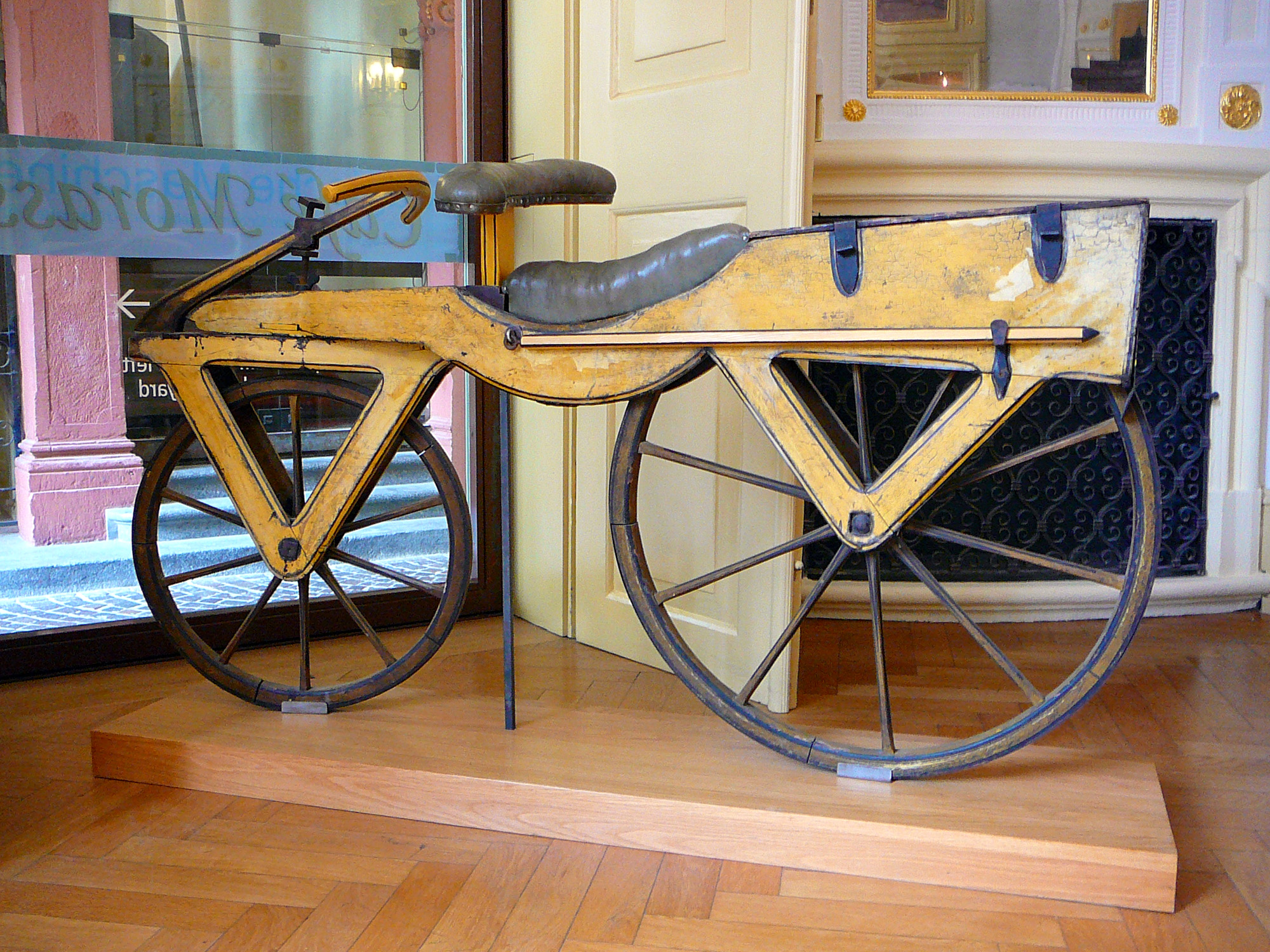
Draisina okolo roku 1820

V roce 1817 vynalezl lesník Karl Drais v Karlsruhe v dnešním Německu tzv. Draisinu či drezínu, která fungovala na principu dnešního dětského odrážedla. Měla řiditelné přední kolo a jezdec se odrážel od země nohama. Stroj byl až na železný spojovací materiál dřevěný, měl loukoťová kola s železnou obručí, kožené sedlo a opěrnou tyč jako stojan.
V roce 1845 anglický inženýr Robert William Thomson konstrukci vylepšil gumovým rámem kol. 

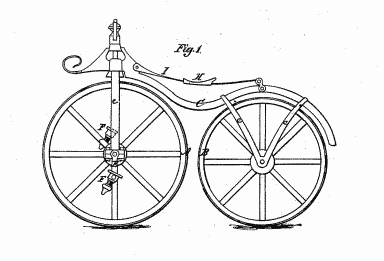
Šlapací kolo s železným rámem, Pierre Lallement's US Patent No. 59,915 kresba, 1866

V roce 1853 Němec Philipp Moritz Fischer ve Schweinfurtu zkonstruoval šlapací kolo poháněné pedály pomocí převodu na předním kole, jeho exemplář kola se dochoval v tamní Městském muzeu, ale ve své době nebyl patentován ani uveden do výroby, takže se v encyklopediích uvádí až rok 1861, kdy konkurenční návrh téhož principu zveřejnil Francouz Pierre Michaux, také jeho šlapání mělo jednorychlostní pevné pedály na předním kole. Dopravní prostředek nazýval „vélocipède“. V pařížské továrně Michaux & Lallement začali s velkým úspěchem sériové vyrábět velocipéd. Začaly se vyrábět v dalších továrnách hlavně v Anglii, kde se dělaly už celokovové s drátěnými koly. Pokrok byl i v tom, že místo ocelových ráfků se dávaly úzké gumové obruče a objevily se pokusy o odpružení sedla.

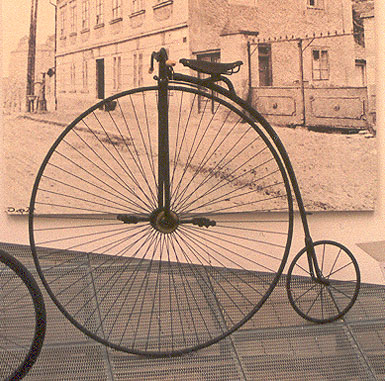
Vysoké kolo

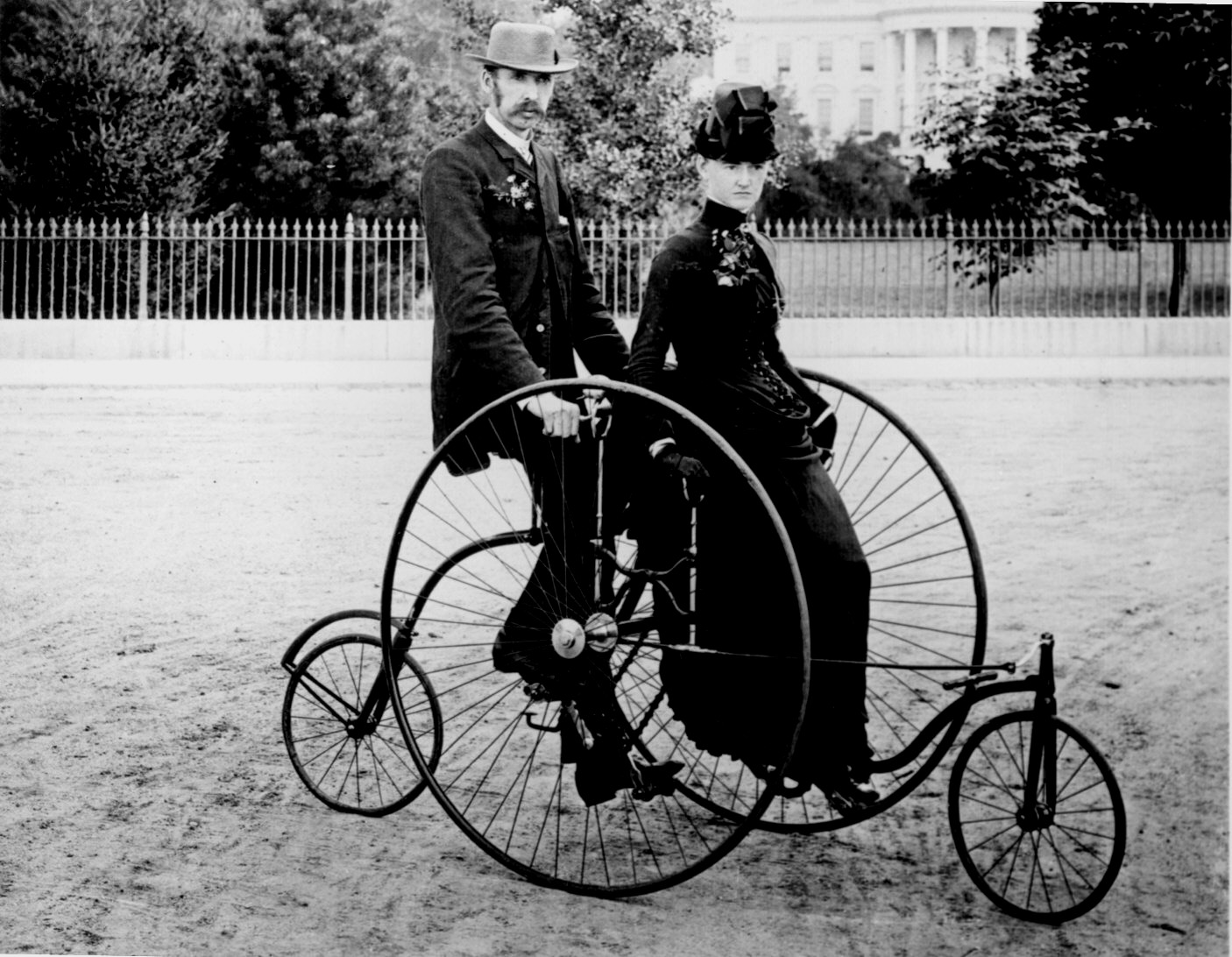
Kvadrocykl pro dva, 1886, Bílý dům ve Washingtonu

V roce 1870 přichází inovace v podobě vysokého kola, které zvyšuje efektivitu šlapání pevného převodu tím, že je zvětšeno přední kolo. Mělo to ovšem velkou nevýhodu v nestabilitě vysokého těžiště a nebezpečnosti případného pádu z kola. Na takto vysokém kole nemohli jezdit všichni, proto byla vyráběna i tří až čtyřkolka (tricykl nebo kvadracykl) se dvěma velkými koly vzadu a jedním nebo dvěma malým vepředu nebo vzadu, která umožňovala jízdu dvou jezdců.
V roce 1878 patentovali první planetovou převodovku v předním poháněném kole Scott a Phillott z Anglie.

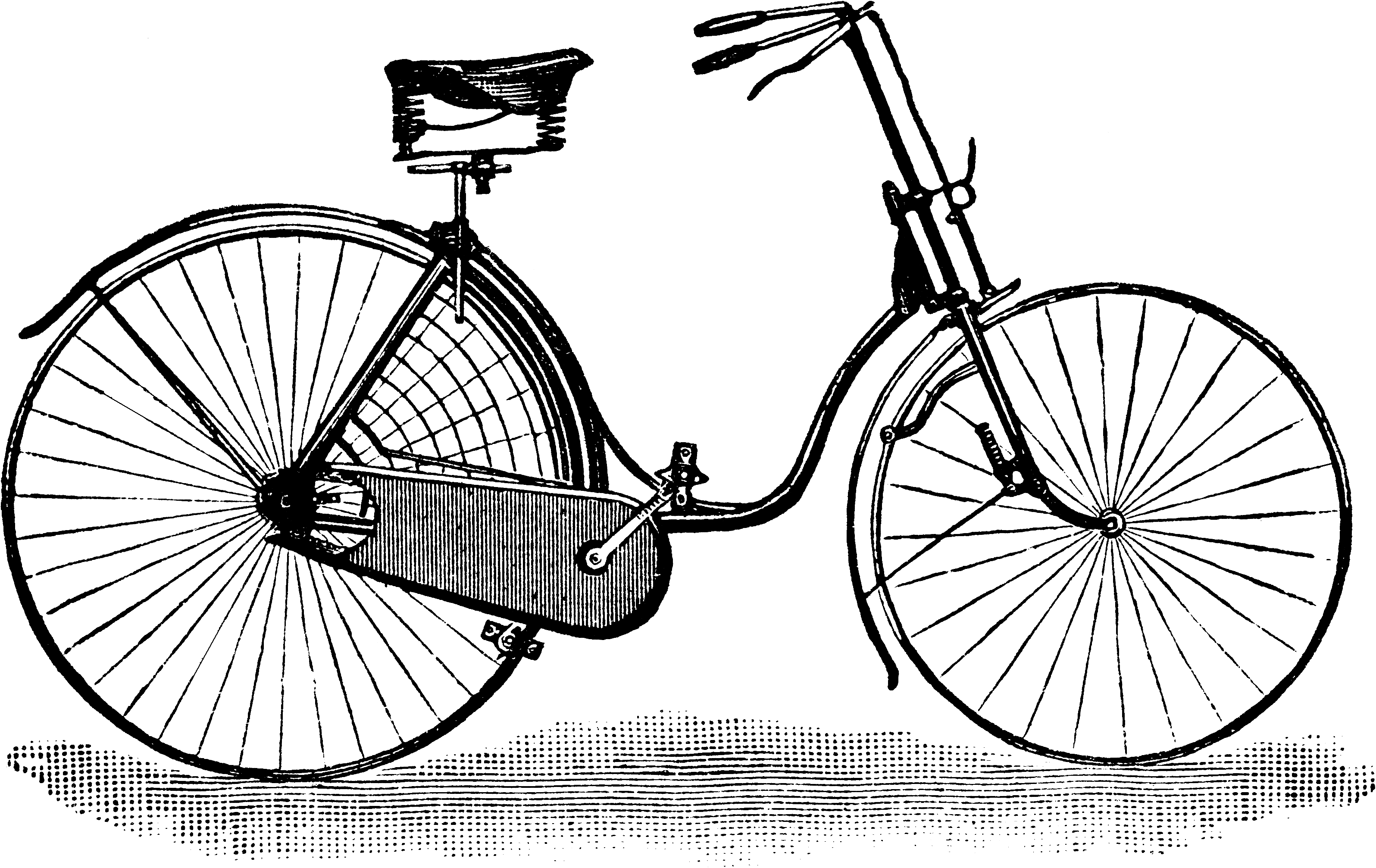
Dámský bezpečnostní bicykl, 1889

V roce 1879 patentoval řetězový převod síly z klik na zadní kolo Henry J. Lawson z Anglie. Kolo vyráběl pod názvem "the Bicyclette" a jednalo se o první kolo s tímto typem pohonu. Nicméně stále mělo velké přední kolo a malé zadní a na trhu se neprosadilo.
V roce 1885 vyrobil anglický vynálezce a průmyslník John Kemp Starley první skutečně bezpečné jízdní kolo moderního typu se stejně velkými koly, pohonem zadního kola řetězem a řiditelným předním kolem. Základem tohoto nového trendu nazývaného "bezpečnostní bicykl" byl rám ve tvaru kosočtverce s koly opatřenými celogumovými plášti. Starley jej nazval "Rover" a později tak přejmenoval celou svou firmu, ze které se na začátku 20. století vyvinul známý výrobce motocyklů a především automobilů Rover.
V roce 1896 patentoval Frank Bowden účinnější typ brzdění pomocí lanka, který časem nahradil dosavadní přítlačné brzdy na plášť.
Dále byla vyvinuta protišlapná brzda, v českých zemích zvaná pod produktovým názvem „torpedo“, přičemž síla brzdění šla přímo do středu zadního kola. Doplňky ke kolu dlouho nebyly žádné, až kolem roku 1895 se začala vyrábět první primitivní světla a první plátěné blatníky, tehdy nazývané „ochranný pás proti blátu“. Začátkem 20. století byla vysoká kola již zcela vytlačena víceméně současným typem kol s řetězovým převodem. Kola se také specializovala i pro zvláštní účely: například skládací vojenský bicykl, železniční drezína přizpůsobená kolejím a „hydrocykl“, kolo s plováky. Dalším mezníkem byl až na přelomu 70. a 80. let vynález horského kola.
V roce 2018 OSN vyhlásila na 3. červen Světový den jízdního kola. Jízdní kolo, používané již po staletí, organizace ocenila pro jeho unikátnost, dlouhověkost a všestrannost, přičemž jde o jednoduchý, cenově dostupný, spolehlivý, čistý a ekologicky vhodný dopravní prostředek.

## Použití kola

### Kola v dopravě
Jízdní kolo je dopravní prostředek poháněný lidskou silou (výjimku tvoří elektrokola), který neprodukuje škodlivé zplodiny a podporuje fyzickou kondici uživatele. Může tak být dobrou alternativou hromadné a automobilové dopravě, zejména ve městech nebo na malé vzdálenosti. Výhodu je skladnost kola, nevýhodou mohou být omezení nákladu a obtíže s jízdou za nevhodného počasí.
Od naftové krize v 70. letech 20. století narůstají zejména ve velkých městech aktivity pro větší prosazení kol v (městské) dopravě – například v podobě cyklojízd jako Critical Mass v Kanadě či iniciativa AutoMat v Česku, nebo rozšíření systémů sdílení kol (například Rekola, Nextbike, Santander Cycles, Vélib', Bixi, Bicing, Vélo'v…)

### Rekreace

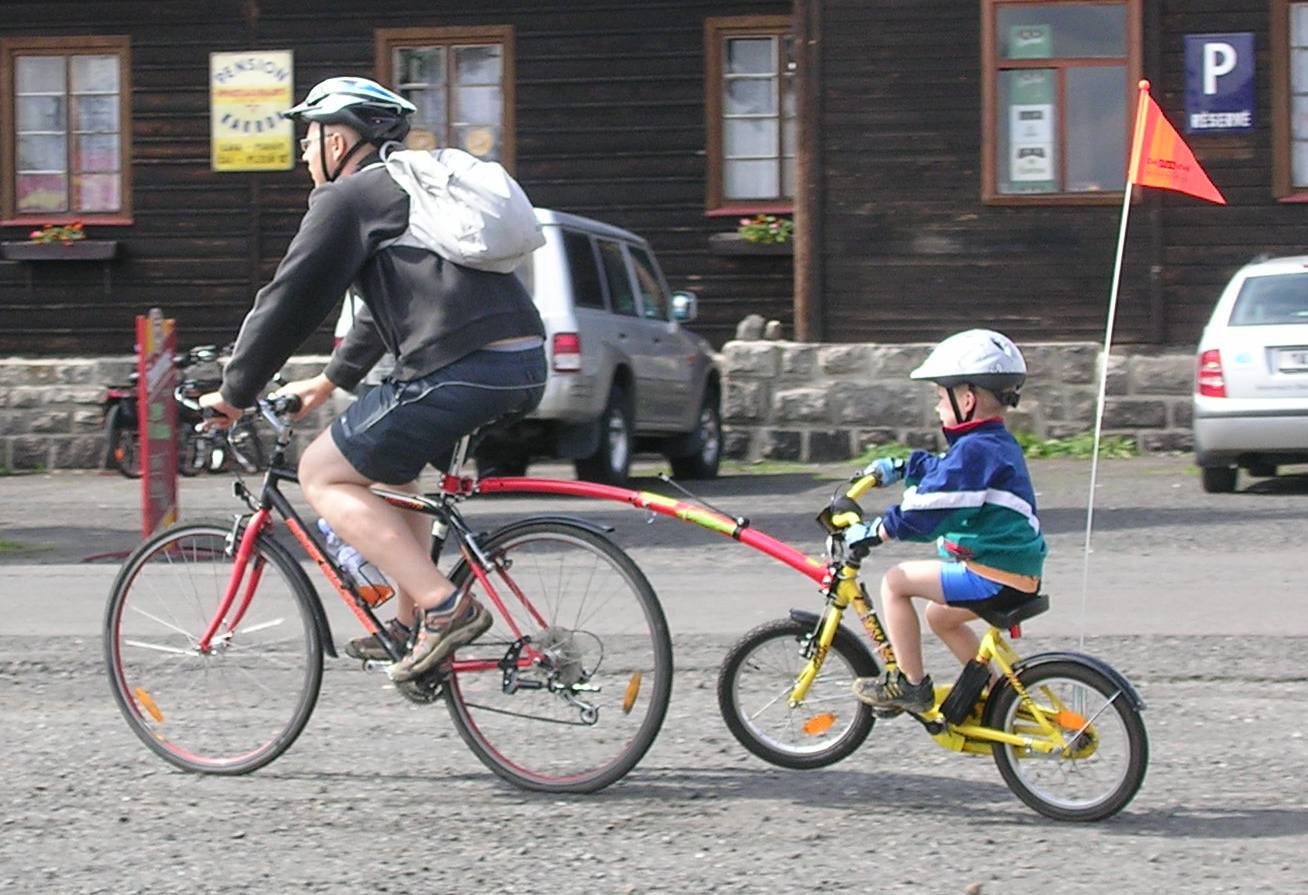
Vlečené dětské jízdní kolo

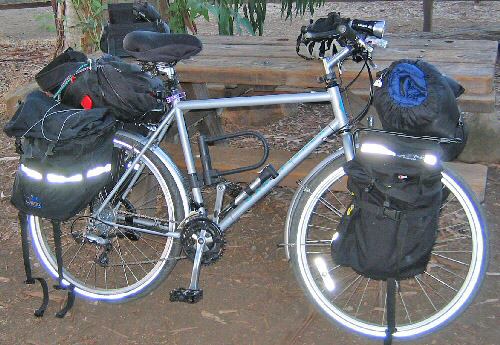
Moderní kolo na cykloturistiku

Cykloturistika je ježdění na kole za účelem poznání, rekreace nebo vyhlídkové jízdy, to znamená prosté cestování na kole bez závodění. Jedním z aspektů holandské populární kultury jsou rekreační jízdy na kole na venkově. Krajina je plochá a plná cyklostezek, na kterých nejsou cyklisté obtěžováni žádnou dopravou. Mnoho Holanďanů se účastní akce nazvané Fietsvierdaagse, což je čtyřdenní organizovaná jízda. Paříž-Brest-Paříž je nejstarší cyklistická akce, jezdí se už od roku 1891 do dnešních dob stále podle stejného scénáře, trasa má 1200 km po silnicích a účastníci na ní mají 90hodinový limit.
V oblastech obzvlášť zajímavých a vhodných pro cykloturistiku bývají také půjčovny jízdních kol.

### Sport

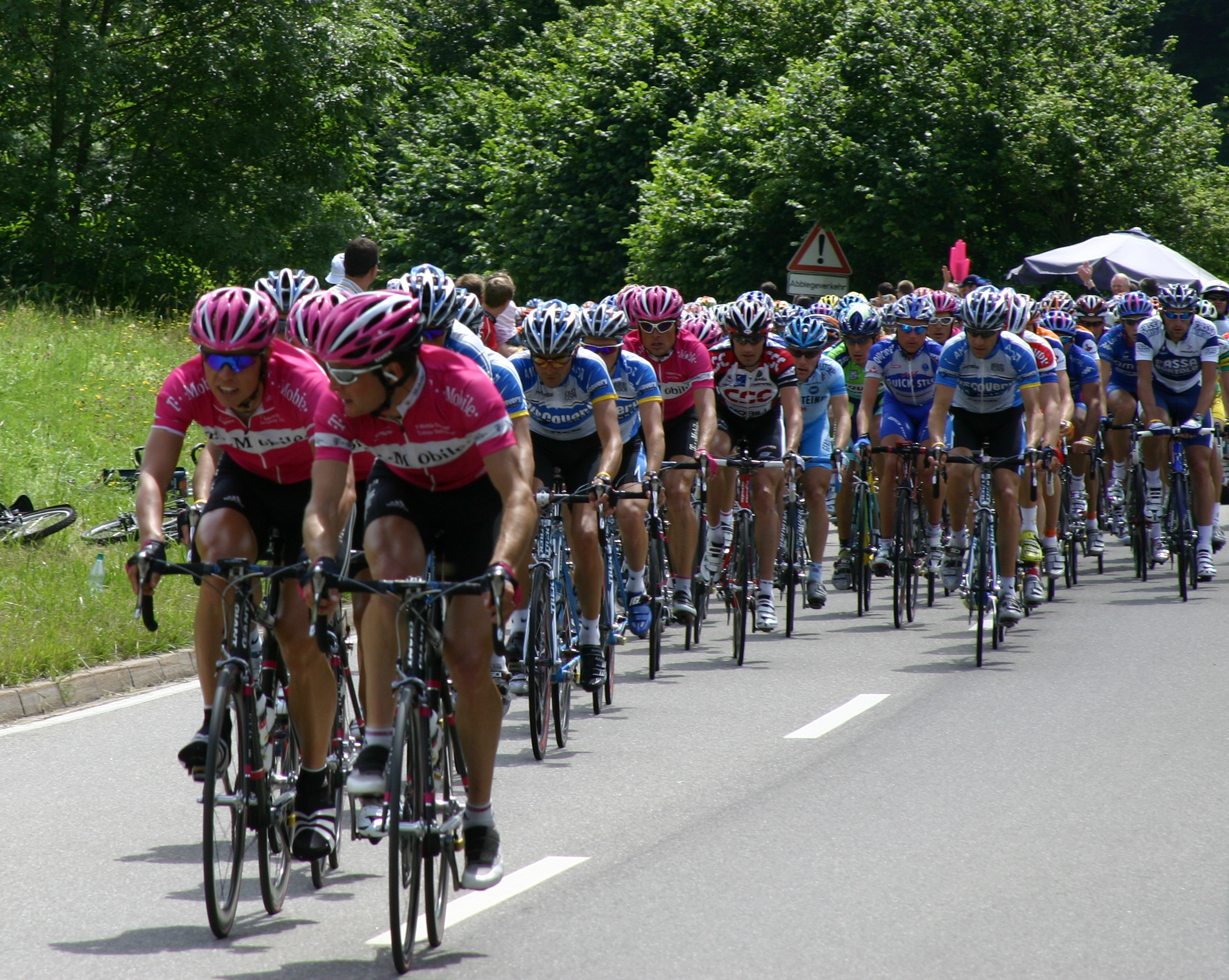
Peloton na Tour de France v roce 2005 na začátku stoupání na Cote de Bad Herrenalb (9. 7. 2005)

Krátce po rozšíření kol vznikly nezávisle na sobě v mnoha částech světa závody na kolech. Velké závody začaly být populární v 90. letech 19. století („zlatý věk cyklistiky“) v Evropě, Spojených státech a Japonsku. Najednou mělo téměř každé město v USA jednu nebo dvě závodní dráhy pro dráhovou cyklistiku. Ačkoliv se tento sport v Americe stal spíše okrajovým, v Evropě měl významnější postavení, především ve Francii, Itálii a Belgii. Nejslavnějším z cyklistických závodů je bezesporu Tour de France, která začala v roce 1903 a pokračuje dodnes.
Jak se vyvíjely různé varianty jízdního kola, přibývalo druhů různých závodů. Silniční závody zahrnují jak týmové, tak i individuální soutěže mužů či žen, mládeže nebo dospělých, amatérů i profesionálů. Jejich délka začíná u jednodenních závodů a časovek a končí u časově velmi dlouhých a rozsáhlých etapových závodů jako Tour de France a Giro d'Italia. Jízdní kola, na kterých se během jízdy leží, byla v cyklistice zakázána poté, co Marcel Berthet vytvořil nový hodinový rekord (49 992 km, 18. 11. 1933). V posledním desetiletí se stala velice populární také horská kola. Závody na horských kolech (mužů a žen) jsou už dokonce olympijským sportem. Na letních olympijských hrách v roce 2008 v čínském Pekingu byly poprvé zařazeny na program her také závody kol v kategorii BMX.

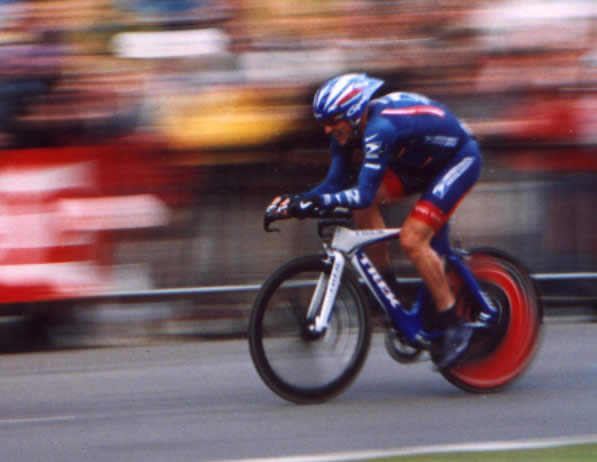
Lance Armstrong při časovce na začátku Tour de France v roce 2004

Řídící orgán cyklistiky, Mezinárodní cyklistická unie, se na konci 90. let 20. století rozhodl vytvořit dodatečná pravidla omezující konstrukci závodních kol. Tato pravidla způsobila značnou polemiku a velkou diskusi. Vedlo to tak daleko, že dokonce musel být ukončen vývoj některých závodních kol. Pohnutkou k vývoji těchto pravidel bylo, aby rozvojové či méně vyspělé země světa mohly soutěžit bez požadovaného technického vybavení kol a soustředily pozornost spíše na své sportovce než na technické vybavení jejich kol. Například skořepinový rám, na kterém vyhrál Chris Boardman zlatou medaili v individuálním stíhacím závodě na olympiádě v Barceloně v roce 1992, nebyl už dále povolen.
Specializovaným sportovním odvětvím, provozovaným pomocí speciálních kol je sport zvaný kolová, což je míčová hra na dvě branky, dvě dvojice hráčů-cyklistů hrají proti sobě. Jiným speciálním odvětvím cyklistiky je také cyklistická krasojízda provozovaná na speciálním kole, jedná se vlastně o zvláštní sportovní akrobatickou disciplínu.

### Kola v zaměstnání
Pošty v mnoha zemích dlouho spoléhaly na jízdní kola. Britská královská pošta začala používat kola už v roce 1880, a používá je dodnes. Londýnská záchranná služba nedávno představila zdravotníky na kole, kteří se často mohou dostat rychleji k nehodě v centrálním Londýně než sanitky. Policisté také začali využívat kola, zprvu svá vlastní, dnes je však kolo standardní výbavou. Kola pro policejní hlídky se v současné době rozšiřují díky tomu, že mohou vjet do pěších zón a snáze překonat dopravní zácpy. Strážníci na kolech jsou veřejností také vnímáni lépe. Stíhání podezřelých může být také podporováno policisty na kolech.
Kola byla s oblibou užívána jako doručovací dopravní prostředek. Ve Velké Británii a Severní Americe mnoho teenagerů doručovalo při své první práci na kole noviny. V Londýně je hodně společností, jež k doručování používají kola s přívěsem. Velké množství měst, jak na Západě, tak i mimo něj, podporuje rozšíření jízdních kol v kurýrních službách. V Bombaji (Indie) existuje mnoho tzv. Dabbawalů, kteří dovážejí jízdními koly obědy lidem ve městě. V Bogotě (Kolumbie) nedávno nahradila největší pekárna většinu náklaďáků koly. V největší továrně Mercedes-Benzu v Sindelfingenu v Německu používají zaměstnanci k pohybu po továrně kola, barevně odlišená podle oddělení. V továrně na pneumatiky Continental Barum v Otrokovicích používají pro dopravu v areálu služební kola označená štítky s čísly.[zdroj?]

### Kolo a válka
Jízdní kolo sice není vhodné do přímého boje, ale dá se pomocí něho přemísťovat vojáky. Kola byla využívána v druhé búrské válce oběma stranami konfliktu. V počáteční době první světové války je k přesunu vojsk využívali Francie, Belgie i Německo. Jednotky italské lehké pěchoty Bersaglieri byly vybaveny pro přesun skládacími koly, které vojáci mohli nést na zádech. V roce 1937 při invazi do Číny Japonsko poslalo proti Číňanům kolem 50 000 vojáků na kolech. Během blitzkriegu proti Polsku a Francii se němečtí vojáci Wehrmachtu, kteří byli součástí tzv. "tankových skupin" hromadně přesouvali na jízdních kolech a Britové vybavili skládacími bicykly své výsadkáře a speciální jednotky Commandos.
Ve válce ve Vietnamu komunistické jednotky Vietkongu přepravovaly koly různé náklady po Ho Či Minově stezce. Zprávy během americké invaze do Afghánistánu a při následných bojích proti Talibanu byly předávány kurýry, používajícími horská kola. Poslední zemí, která v moderní historii udržovala pluk vojáků s bicykly, bylo Švýcarsko, které však v roce 2003 rozpustilo poslední jednotku.

## Druhy kol

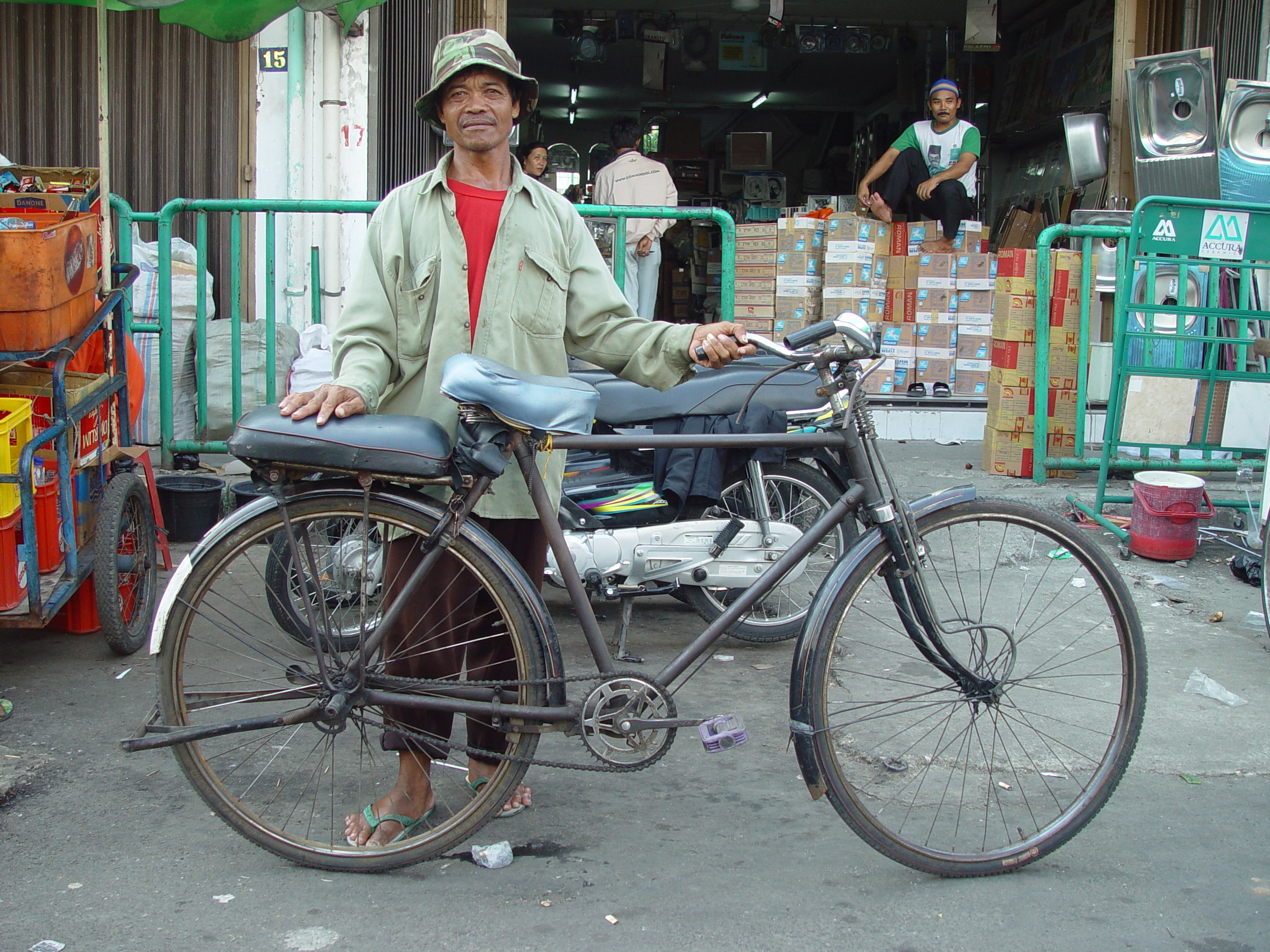
Muž s kolem v Indonésii. Kola se používají jako dopravní prostředek po celém světě

### Podle funkce
- Městská kola vyráběná pro praktické účely (jízda na nákupy, dojíždění apod.) prioritou je pohodlnost jezdce tj. vzpřímený posez, ovladatelnost, design a možnost nést zavazadla. Mají středně až hodně těžký rám a převody a často vnitřní středové řazení. Některé typy mohou pro úsporu místa skládací kolo, nebo se jednat o doručovatelské speciály, nebo účelové rikši.
- Trekové kolo (trekkingové kolo) je stavěno pro cykloturistiku, má odolný rám a nabízí pohodlí a možnost přepravy více zavazadel. Je to kompromis mezi silničním a horským kolem: na silnici mají pláště menší odpor než u horského kola ale lze je použít i v lehčím terénu.
- Horská kola jsou vyráběna pro jízdu v terénu. Rozdělují se dále na Cross Country (maratony a cross country závody), Downhill (sjezd a fourcross závody), Enduro a další. Jejich hlavním znakem je pevnost, vysoká odolnost rámu a kol a široké pláště. Rychlostí má horské kolo od 11 do 30, od velmi lehkých převodů, pro příkré stoupání v terénu, až po ty těžké které jsou určené převážně pro jízdu na rovince nebo z kopce.
- Závodní kolo (ve smyslu původních dráhových a silničních závodů) má co nejlehčí rám, minimální výbavu a odpor vzduchu, snížená řídítka, aby se jezdec mohl sklonit do aerodynamického posedu a velice úzké pneumatiky s malým valivým odporem (používají se galusky, které nemají duši). S těmito koly se jezdí po silnicích (silniční kolo) a závodní drahách (dráhové kolo). Vyráběna jsou také speciální kola na časovky.

### Podle počtu cyklistů na jednom kole

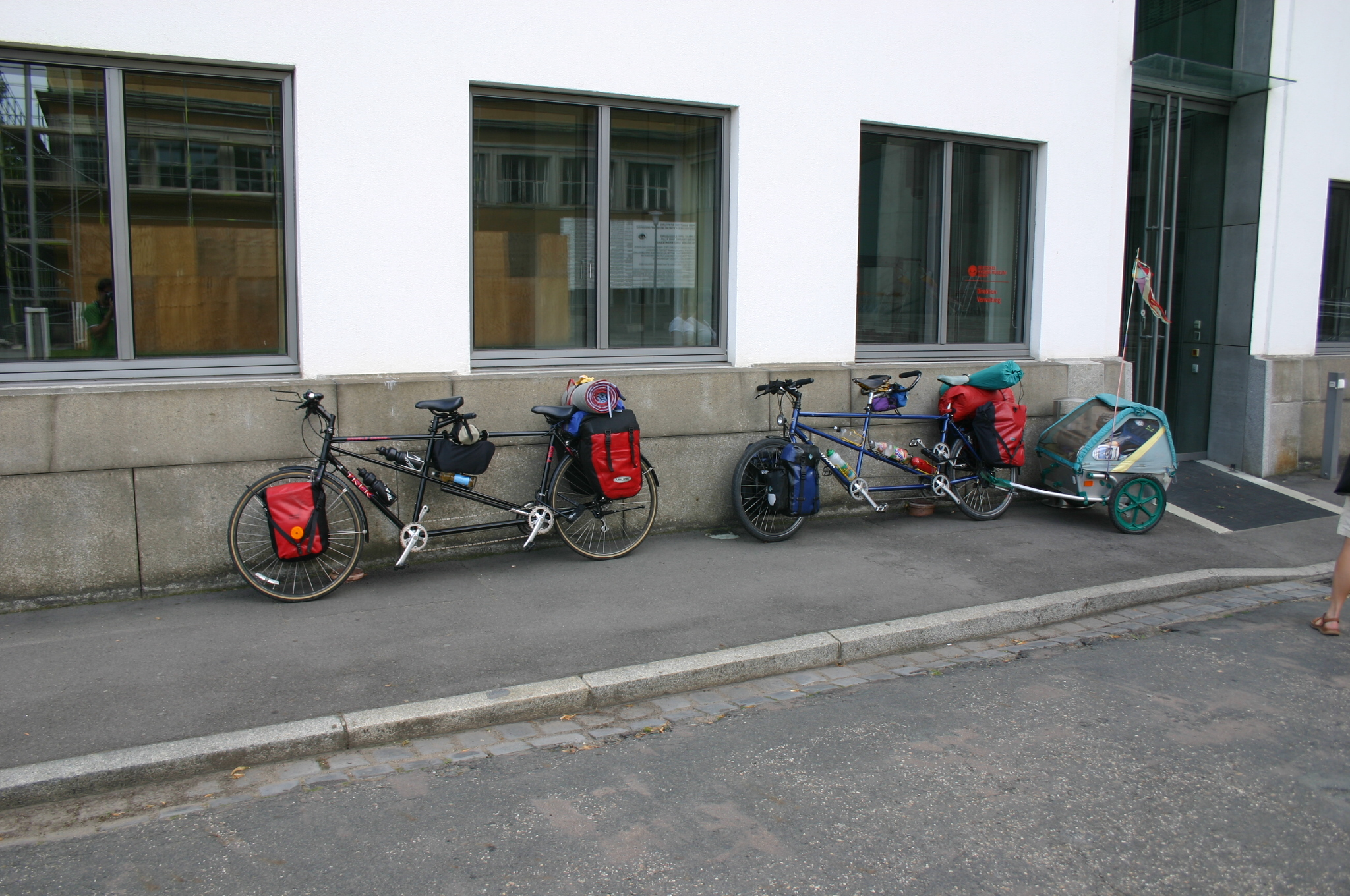
Dvojkolo

- Dvojkolo (neboli tandem) - kolo pro dva, cyklisté sedí za sebou, každý má vlastní řídítka (ale jen první je může otáčet), pedály (zvaný též šlapka) a sedlo. Rám je zvláštní konstrukce, se zvýšenou tuhostí.
- Existuje také kolo pro dva cyklisty sedící vedle sebe (anglicky Sociable, Buddy Bike, německy Nebeneinandem, Tretmobil).
- Existují také kola pro více než dva lidi, nejvíce se jich na jedno kolo vešlo 40 (). Většinou jsou to kola jednostopá (sedí za sebou), ale výjimkou je např. trojkolka.

### Podle konstrukce

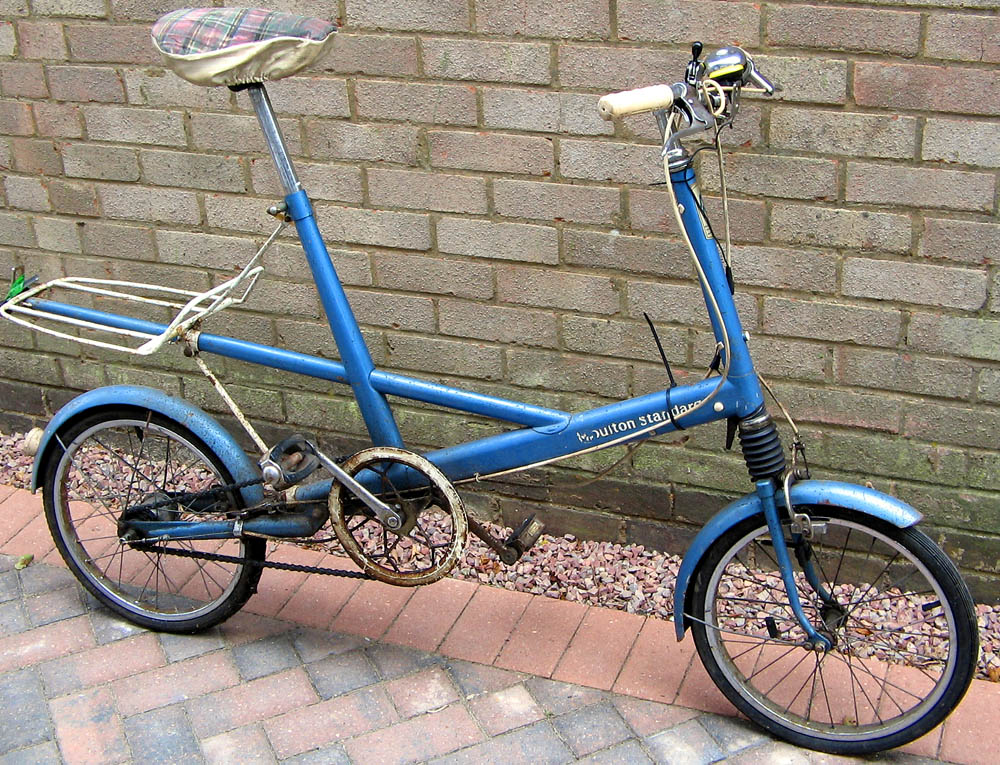
„Moultonův standard“ - kolo z Moultnovy továrny z 60. let

- Vysoké kolo je dnes už historické. Vyznačuje se především velkým předním a malým zadním kolem. Pedály jsou obvykle přímo na ose předního kola. Cyklista sedí na sedle, které je nad velkým předním kolem, tudíž výš než u běžných kol a hrozí mu pád z velké výšky.
- Nízké kolo, na němž cyklista sedí vzpřímeně, obkročmo na sedle. Dnes nejběžnější typ.
- Lehokolo, na němž jezdec leží nebo se opírá, skýtá sice větší pohodlí oproti běžnému kolu, ale není příliš vhodné pro jízdu do kopce. Je co nejpohodlnější a s co nejmenším odporem vzduchu. Ležícímu cyklistovi je přizpůsobena i konstrukce: pedály jsou nahoře vepředu, řídítka uprostřed buď nad sedlem nebo pod sedlem.
- Skládací kolo může být rychle rozloženo a zase složeno, dobře se nosí, používalo se v armádě.
- Moulton tato kola mají tradiční konstrukci a pozici sedla a k tomu malá kola. Vyrábějí se v anglické továrně založené Alexem Moultonem roku 1962.
- Rotoped - kolo používané k cvičení, od ostatních kol se liší hlavně tím, že se nemůže pohybovat.
- Pedersen tento typ kol má specifický nosníkový rám sestavený z několik tenkých trubek a sedadlo odpružené na způsob houpací sítě.

### Podle pohonu
- Kola poháněná pedály.
- Kola řízená pomocí rukou, které otáčejí klikami.
- Kola, u nichž cyklistovi při jízdě pomáhá motor.
- Moped je kombinace jízdního kola a motocyklu. Je poháněn motorem, ale má i pedály.
- Kola se setrvačníkem, který používá uloženou kinetickou (pohybovou) energii.
- Kola poháněná „veslováním“ za použití obou rukou a nohou.
- Kola poháněná elektromotorem a zároveň pedály, tedy elektrokolo.

### Podle řazení

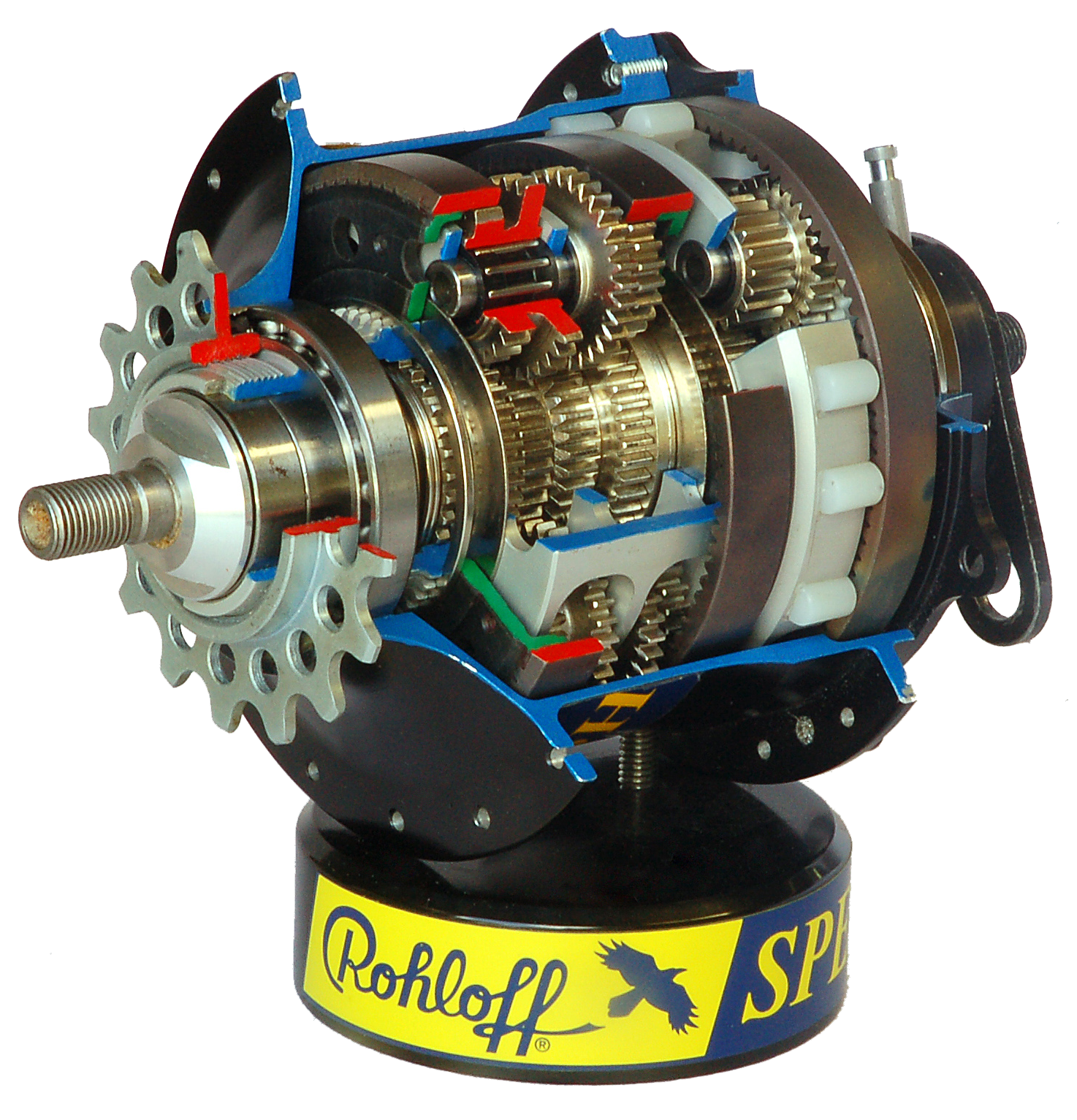
14-rychlostní převodovka pro kola

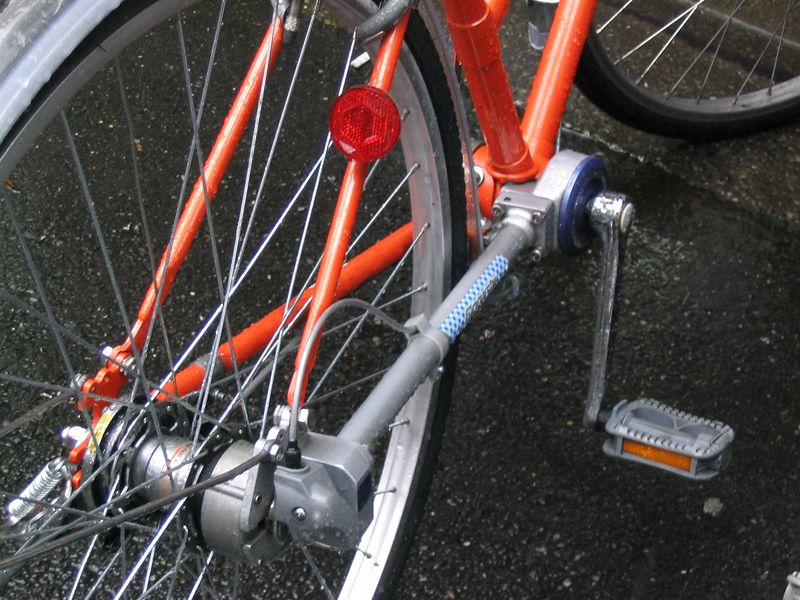
Kolo, jež má místo řetězu hřídel

- Vnitřní středové řazení je nejběžnější u evropských kol pro praktické účely, nikoliv tedy u závodních nebo horských kol. Má 2 (řazení pohybem nohou zpět nebo automatické při dosažení jisté rychlosti), 3, 5 nebo 7 rychlostí (někdy až 14).
- Řazení přehazovačkou je nejběžněji používaným typem u závodních, horských a trekkingových kol, má od 5 do 30 rychlostí.
- Kola, která používají k pohonu zadního kola hřídel místo řetězu, aby se eliminovaly problémy s řetězem. Tato kola jsou však méně účinná než klasická kola, proto se používají jako kola pro osobní účely. Používají také vnitřní středové řazení.
- Jednorychlostní kola mají pouze jeden převod. Mohou být s volnoběhem, nebo bez volnoběhu – s přímým/pevným převodem. Kola s přímým převodem, lidově "furtošlap", nemají volnoběh, to znamená, že když se otáčí kolo, otáčí se i pedály. Díky tomu se dá jezdit i pozadu, ale nelze brzdit zpětným šlápnutím. Brzdit zpětným šlápnutím lze u jednorychlostních kol s volnoběhem. Taková kola se vyráběla dříve (asi 1950) a pokrývala většinu potřeb obyvatelstva. V dnešní době se tento typ převodu využívá u dětských kol. Výhoda je v tom, že není-li u kola zadní měnič převodů (lidově zadní přehazovačka), lze na kolo připevnit opěrná kolečka. To je výhodné pro děti, které si nejsou v jízdě jisté. Jednorychlostní jsou všechna BMX kola, dětská kola a mnoho dalších.
- Kola s řazením Retro-Direct mají na zadním kole dvě ozubená kolečka, druhé, většinou menší, ozubené kolečko je využito při šlapání dozadu.

### Podle sportu

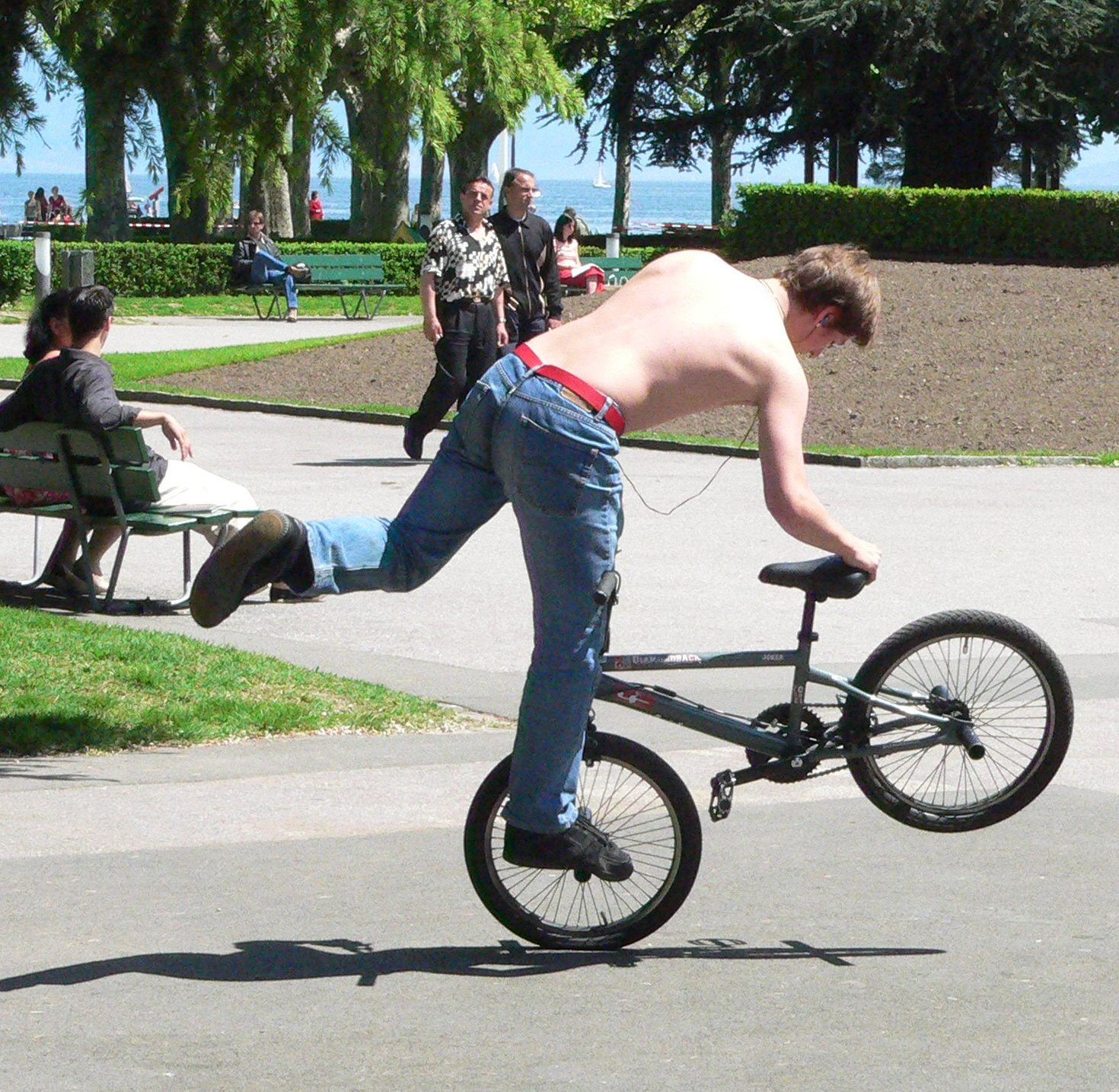
Jezdec Freestyle BMX

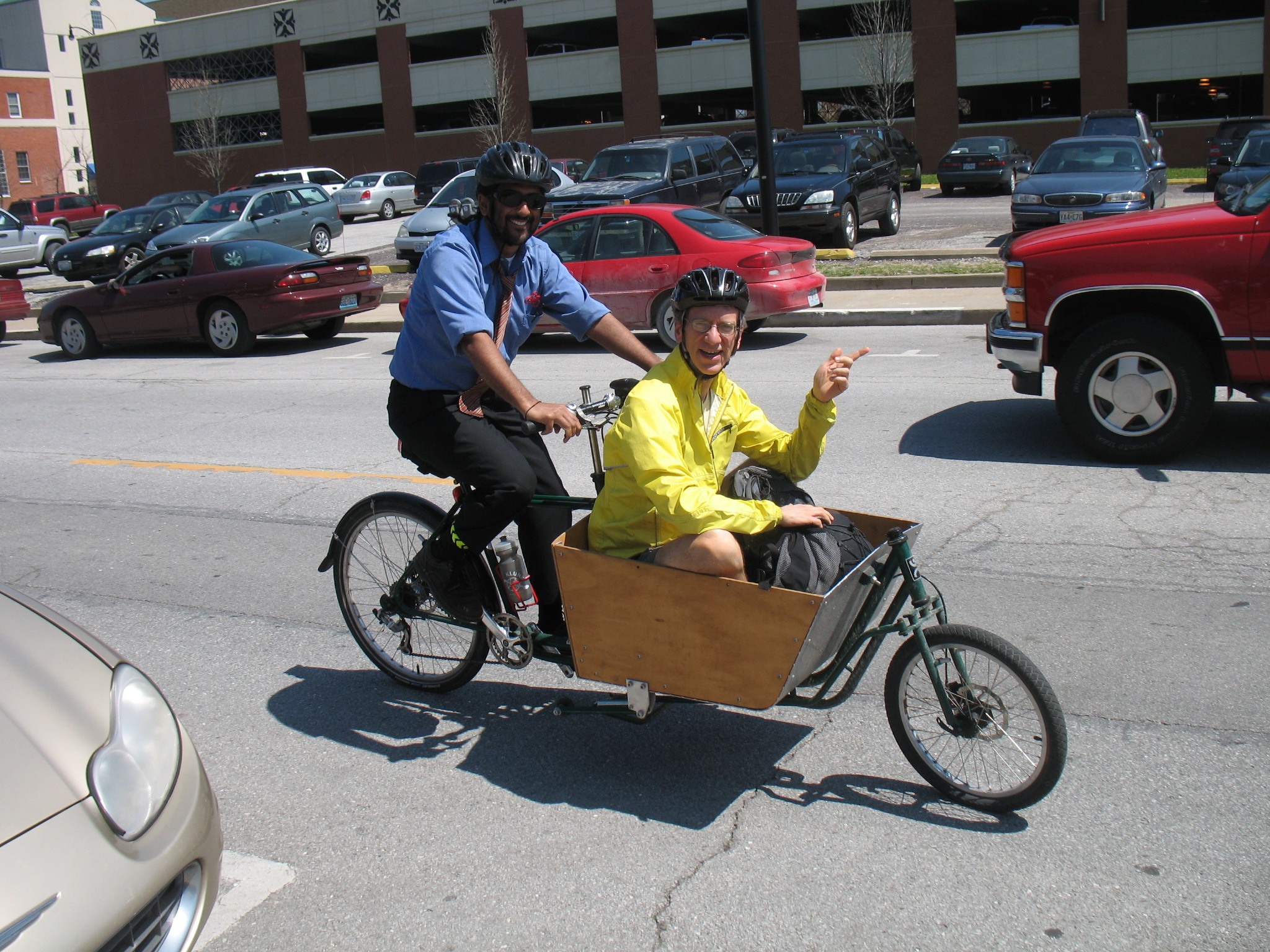
Nákladní kolo neboli cargo bike

- Dráhové kolo je velice jednoduché, lehké a jednorychlostní, postrádá dokonce i volnoběh a brzdy.
- Kola na časovky jsou podobná silničním kolům s aerodynamickým tvarem.
- Kola na Cyklo cross jsou buď podobná závodním silničním kolům, ale s širšími pneumatikami do terénu a nižšími rychlostmi a také jsou robustnější (avšak stále lehké), nebo horským kolům.
- Downhill kola jsou speciálním druhem horských kol, se silnějším rámem a pozměněnou geometrií. Využívají se jen k downhill závodům, tj. terénním závodům, kde většina trati vede z kopce.
- BMX (zkratka z bicycle motocross, což znamená motocross na kole) má malá kola a jezdí se na něm BMX závody nebo freestyle BMX, při němž se na kole předvádí různé triky.
- Kola na triatlon vycházejí ze závodních silničních kol, ale sedlo je více svislé. Toto koncentruje úsilí do čtyřhlavého stehenního svalu, což umožní závodníkovi šetřit jiné svaly na noze pro další část závodu. Tato kola mají také speciální řídítka.
- Speciální kola na kolovou a pro cyklistickou krasojízdu
- Randonneur kola pro jízdu nesoutěžních jízd na dlouhé vzdálenosti (od 200 km až po 1200 km), na které mají účastníci určitý čas (např. na 200 km je 14 hodin). Trasy nejsou značené, ale cestou jsou kontrolní body.

### Ostatní kola

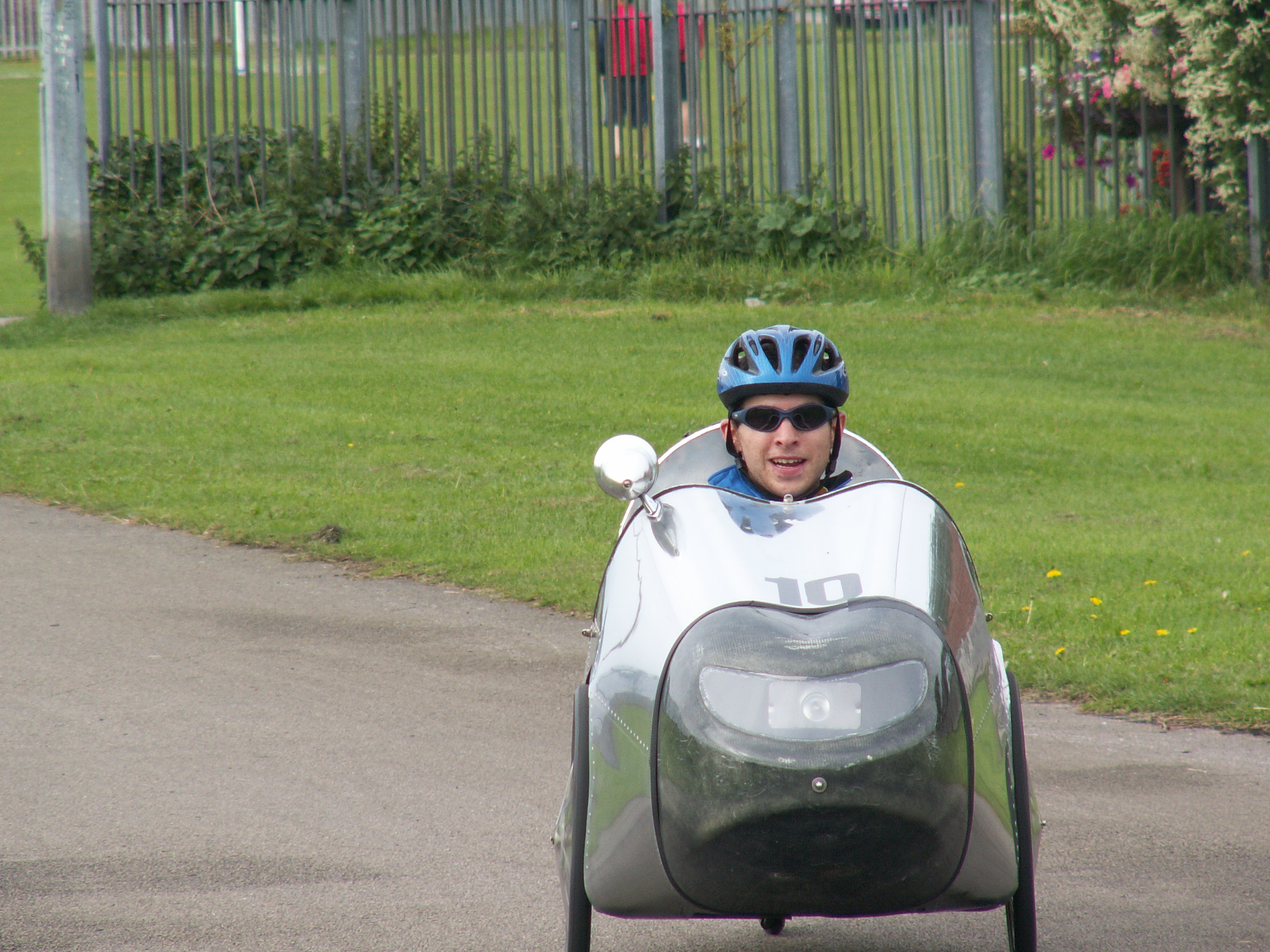
Velomobil

- Nákladní kolo (také cargo bike) je určeno k přepravě větších nákladů nebo dětí. Jedná se buď o jednostopé či dvojstopé vozidlo s nákladním prostorem vpředu nebo vzadu. Nákladní kola jsou oblíbeným dopravním prostředkem zejména v Dánsku, Německu nebo Holandsku, kde se také vyrábějí.
- Velomobil je kompromis mezi automobilem a kolem. Jedná se o tříkolku s kapotou, která má výhodu, že je vhodná skoro do jakéhokoliv počasí (někdy jezdce kryje úplně, někdy mu nechává hlavu nechráněnou). Velomobil má kapkovitý tvar, to zaručuje lepší aerodynamiku než u klasického kola, a řidič v něm leží. Nevýhodou je ale větší hmotnost, proto se do něj někdy vkládá motor (pak je ale nazýván mikroautomobil)
- Umělecké kolo
- Kola, jež jsou upravena komickým způsobem.
- Jednokolka (též monocykl) je kolo zvláštní tím, že má jen jedno kolo, na kterém jsou i pedály. Na kole je také jediná vidlice, na níž se nachází sedlo. V podstatě jednokolka není ani jízdní kolo, ale je mu velmi příbuzná.
- Rikša je příbuzný dopravní prostředek jízdního kola, název pochází z japonštiny, v překladu rikša znamená přibližně vůz poháněný lidskou silou. Jde o dvoukolý vozík tažený běžícím člověkem, případně tříkolku poháněnou lidskou silou - šlapáním do pedálů, nebo (mopedemmotorikša). Rikši jsou stále velmi oblíbeným dopravním prostředkem v některých asijských zemích (kupř. Bangladéš, Indie, Pákistán, Srí Lanka apod.). V Japonsku jsou dnes pouze na mnoha místech turistickou atrakcí. V posledních letech v nich turisty vozí někdy i ženy. Rikši se obvykle používají pro přepravu jedné, max. dvou osob, ale existují i v nákladní verzi.
- Cruiser je originální jízdní kolo určené pro pohodlnou jízdu po městě. Tato kola jsou původem z Ameriky a jejich design je většinou velice originální. Jsou určena lidem, kteří rekreačně jezdí na kole nebo mají rádi originalitu.